# Emblemaria australis
Emblemaria australis är en fiskart som beskrevs av Ramos, Rocha och Rocha 2003. Emblemaria australis ingår i släktet Emblemaria och familjen Chaenopsidae. Inga underarter finns listade i Catalogue of Life.